# Cheryl Gillwald
Cheryl Ellen Gillwald (13 décembre 1956 - 27 juillet 2010) est une femme politique sud-africaine. Membre du Congrès national africain (ANC), elle est élue sénatrice d'Afrique du Sud en 1994.
En 1997, elle est députée à l'Assemblée nationale sud-africaine où elle siège jusqu'à sa démission en 2006. Gillwald est nommée vice-ministre de la Justice en 1999 avant de devenir vice-ministre des Services correctionnels en 2004.

## Biographie

### Jeunesse et éducation
Née le 13 décembre 1956 à Welkom, dans la province de l'État libre d'Orange de l'Union sud-africaine, Gillwald fréquente la Roedean School for Girls à Johannesburg, où elle s'inscrit en 1974.  Après une année d'échange avec des étudiantes dans le cadre du programme American Field Service au lycée de Washington, dans le Wisconsin, elle commence ses études à l'Université de l'État libre, où elle obtient une licence en commerce en 1979.

### Carrière professionnelle
Gillwald s'implique dans le travail communautaire dans le township d'Intabazwe à l'extérieur de Harrismith, où elle aide à fonder le Fundisanani Community Trust. Elle construit un centre pour les enfants des rues et organise des écoles d'hiver pour aider les étudiants du canton dans les mathématiques et les sciences. Elle travaille également pour plusieurs entreprises en tant qu'attachée de relations publiques ainsi que directrice des finances et de l'administration.

### Parcours politique
Gillwald rejoint le Congrès national africain après que le parti soit levé par le gouvernement de la minorité blanche en 1990. Après les premières élections post-apartheid en 1994, Gillwald est nommée par l'ANC de l'État libre pour siéger au Sénat nouvellement rétabli, qui est devenu plus tard le Conseil national des provinces. Elle est nommée à l'Assemblée nationale la même année. Alors qu'elle est députée d'arrière-ban, elle siège au Comité permanent des comptes publics et au Comité du portefeuille des finances.
Après l'élection de Gillwald pour un mandat complet à l'Assemblée nationale en 1999, le président Thabo Mbeki le nomme vice-ministre de la Justice et du Développement constitutionnel. Elle devient vice-ministre des Services correctionnels en fin avril 2004, après les élections générales de cette année-là. Dans son nouveau poste, Gillwald se prononce contre la surpopulation des prisons sud-africaines en juin 2004, la qualifiant de totalement insoutenable et inacceptable.
Mbeki informe à la première réunion du cabinet de 2006 tenue le 25 janvier 2006, qu'il accède à la demande de Gillwald de quitter son poste au gouvernement pour s'acquitter d'engagements familiaux à la fin du mois.
Elle démissionne du gouvernement et présente sa démission au poste de députée le 31 janvier 2006. Loretta Jacobus est nommée pour succéder à Gillwald,.

### Vie privée
Gillwald épouse Charles Cousins avec qui elle a un fils, Dane. Elle meurt d'un cancer le 27 juillet 2010, à l'âge de 53 ans,,,.

## Note et Références

### Note
- (en) Cet article est partiellement ou en totalité issu de l’article de Wikipédia en anglais intitulé « Cheryl Gillwald » (voir la liste des auteurs).